# Trachyrincus murrayi
Trachyrincus murrayi és una espècie de peix de la família dels macrúrids i de l'ordre dels gadiformes.

## Morfologia
- Els mascles poden assolir 37 cm de llargària total.[5]

## Alimentació
Menja crustacis.

## Hàbitat
És un peix bentopelàgic i marí d'aigües temperades que viu fins als 1630 m de fondària.

## Distribució geogràfica
Es troba a Islàndia, Canadà i a l'est de Nova Zelanda.